# (22099) 2000 EX106
2000 EX106 (asteroide 22099) é um APL. Possui uma excentricidade de 0.27612822 e uma inclinação de 9.84408º.
Este asteroide foi descoberto no dia 14 de março de 2000 por CSS em Catalina.